# 宇多村哲也
宇多村哲也（うたむら てつや）は、日本の財務官僚。ASEAN+3マクロ経済調査事務局（AMRO）戦略調整次長。

## 来歴
東京大学経済学部を卒業し、1998年 大蔵省入省（主計局総務課）。上司である主計官（総務課）に丹呉泰健がいた。
1999年8月 主計局調査課。2000年7月からケンブリッジ大学へ留学し、2002年6月に経済社会史の修士を修得。
2005年12月 金融庁総務企画局総務課長補佐（大臣政務官秘書官）。2007年7月 アフリカ開発銀行（AfDB）理事。
その後は財務省主計局主計官補佐（公共事業係主査）、主計局主計官補佐（国土交通係主査）、主計局主計企画官補佐（調整係主査）などを務める。
2016年5月 ASEAN+3マクロ経済調査事務局（AMRO）予算人事総務グループ長。2019年6月14日 大臣官房企画官兼国際局調査課兼国際局国際機構課。同年7月22日 主税局総務課主税企画官兼主税局参事官付。2022年9月27日 ASEAN+3マクロ経済調査事務局戦略調整次長。

## 略歴
- 1998年4月：大蔵省入省（主計局総務課）[2][3]。
- 1999年8月：主計局調査課[3]。
- 2000年1月：札幌国税局調査査察部[3]。
- 2000年7月：ケンブリッジ大学へ留学[3]。
- 2002年7月：財務省主税局国際租税課。
- 2004年7月：金融庁監督局総務課金融危機対応室課長補佐。
- 2005年7月：金融庁総務企画局企画課信託法令準備室課長補佐。
- 2005年12月：金融庁総務企画局総務課長補佐（大臣政務官秘書官）。
- 2006年7月：金融庁監督局総務課金融会社室課長補佐。
- 2007年7月：アフリカ開発銀行（AfDB）理事。
- 2010年7月：主計局主計官補佐（公共事業係主査）。
- 2011年：主計局主計官補佐（国土交通係主査）。
- 2012年：主計局主計企画官補佐（調整係主査）。
- 2013年7月：国際局地域協力課地域協力調整室長。
- 2015年7月：国際局開発機関課長補佐。
- 2016年5月：ASEAN+3マクロ経済調査事務局（AMRO）予算人事総務グループ長。
- 2019年6月14日：大臣官房企画官 兼 国際局調査課 兼 国際局国際機構課。
- 2019年7月9日：主税局付。
- 2019年7月22日：主税局総務課主税企画官 兼 主税局参事官付。
- 2022年7月19日：大臣官房付。
- 2022年9月27日：ASEAN+3マクロ経済調査事務局戦略調整次長。